# Gröningers Braukeller

Das Logo der Brauerei

Gröningers Braukeller in Hamburg wurde 1761/62 als neues Vorderhaus einer Brauerei in der Gröningerstraße 22 errichtet. Das Althamburger Bürgerhaus ist heute eines der letzten Barockgebäude im Hamburger Stadtteil Hamburg-Altstadt und wurde 1944 unter Denkmalschutz gestellt.
Das schmale Grundstück reichte ursprünglich bis zur Straße Zippelhaus. Zugänge zum heutigen Zollkanal und dem Gröningerstraßenfleet ermöglichten den Warentransport auf dem Wasserweg.
Das Fleet trennte einst die Insel Grimm von der übrigen Altstadt und wurde nach dem Zweiten Weltkrieg zugeschüttet. Auch die Gröningerstraße, benannt nach einst hier ansässigen holländischen Einwanderern aus der Gegend von Groningen, verschwand beim Durchbruch der Ost-West-Straße 1953 bis 1963. Gröningers Braukeller hat nach der Umbenennung der Ost-West-Straße heute die Adresse Willy-Brandt-Straße 47.

## Brauerei

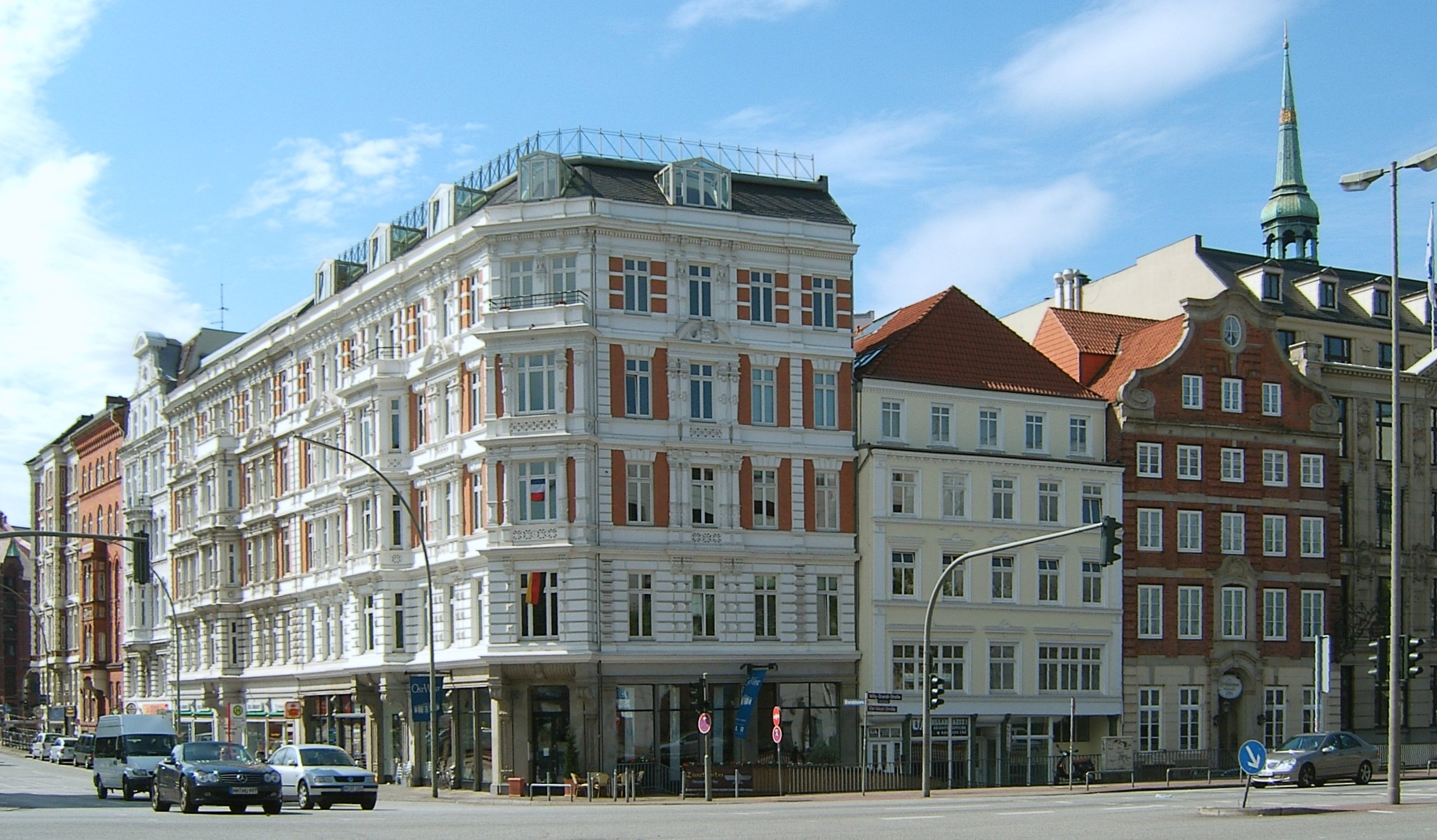
Links der Südteil der Brandstwiete, rechts die heute an der Willy-Brandt-Straße stehende Häuserzeile der Gröningerstraße. Der rote Backsteinbau mit dem barocken Schweifgiebel gehört zu Gröningers Braukeller.

Bereits von 1793 bis 1893 wurde in diesem Haus Bier gebraut. 1982 erwarb das Hamburger Gastronomenpaar Ingeborg und Rolf Dehn das Gebäude, das vorher sechs Jahre lang leergestanden hatte. Sie ließen darin das Restaurant Anno 1750 und im Braukeller die Gasthausbrauerei „Gröninger Privatbrauerei“ errichten. Gebraut wird ein bernsteinfarbenes Pilsner Bier. 1995 gaben sie den Betrieb des Restaurants und der Brauerei an den Hamburger Catering-Unternehmer Jens Stacklies ab, der daneben auch die Fischauktionshalle betreibt.